# Kościół Matki Bożej Królowej Polski w Zwierzyńcu
Kościół Matki Bożej Królowej Polski w Zwierzyńcu – rzymskokatolicki kościół parafialny położony przy ulicy Zamojskiej 30 w Zwierzyńcu. Kościół należy do parafii Matki Bożej Królowej Polski w Zwierzyńcu w dekanacie Szczebrzeszyn w diecezji zamojsko-lubaczowskiej.

## Historia
W 1968 roku powstała myśl wybudowania kościoła – pomnika na miejscu obozu przejściowego i przesiedleńczego w Zwierzyńcu (niem. Umsiedlungslager) z czasów II wojny światowej.
Autorami projektu kościoła byli Zbigniew Kramarz i Piotr Mroczkowski. 9 czerwca 1978 r. poświęcenia placu pod kościołem dokonał bp Bolesław Pylak. Kościół pod wezwaniem Matki Bożej Królowej Polski ukończono w 1980 r. Konsekrowany został 4 maja 1980 r. przez bp. lubelskiego Bolesława Pylaka w asyście bp. Jana Mazura.

## Architektura i wyposażenie
Kościół jest murowany, jednonawowy. Wewnątrz świątyni urządzono ścianę pamięci narodowej. Główny witraż nawiązuje do dzieci – ofiar obozu, na którego miejscu stoi świątynia. Do kościoła przylega plebania.
Przy kościele stoi dzwonnica z trzema dzwonami, najmniejszy z 1948 roku jest przeniesiony ze starego kościoła, a dwa pozostałe z 1978 i 1979 roku odlano w Przemyślu, w odlewni dzwonów Jana Felczyńskiego. Noszą imiona: Stanisław-Jan-Stefan, Roman i Królowa Polski.
Kościół znajduje się przy drodze numer 858, przy wyjeździe ze Zwierzyńca w kierunku północnym do Szczebrzeszyna, przy ulicy Zamojskiej 31.
Kościół pod wezwaniem Matki Bożej Królowej Polski jest Kościołem garnizonowym Armii Krajowej.